# Bustia
Bustia es un despoblado que actualmente forma parte del municipio de Condado de Treviño, en la provincia de Burgos (España).

## Localización
Situado entre Imiruri y Ochate, en la actualidad sus tierras son conocidas con el nombre de Bustiya.

## Historia
Documentado desde 1025, se desconoce cuándo se despobló.